# Oliveira, São Paio e São Sebastião
Oliveira, São Paio e São Sebastião (oficialmente: União das Freguesias de Oliveira, São Paio e São Sebastião) é uma freguesia portuguesa do município de Guimarães, com 1,55 km² de área e 7 830 habitantes (censo de 2021). A sua densidade populacional é 5 051,6 hab./km².
A união de freguesias inclui o Centro Histórico de Guimarães.

## História
Foi constituída em 2013, no âmbito de uma reforma administrativa nacional, pela agregação das antigas freguesias de Oliveira do Castelo, São Paio e São Sebastião e tem a sede na Alameda de São Dâmaso em Guimarães.

## Demografia
A população registada nos censos foi:
| Distribuição da População por Grupos Etários | Distribuição da População por Grupos Etários | Distribuição da População por Grupos Etários | Distribuição da População por Grupos Etários | Distribuição da População por Grupos Etários | Distribuição da População por Grupos Etários |
| -------------------------------------------- | -------------------------------------------- | -------------------------------------------- | -------------------------------------------- | -------------------------------------------- | -------------------------------------------- |
| Antes da agregação                           |                                              |                                              |                                              |                                              |                                              |
| Ano                                          | 0-14 anos                                    | 15-24 anos                                   | 25-64 anos                                   | >= 65 anos                                   | Total                                        |
| 2001                                         | 1259                                         | 1499                                         | 4921                                         | 1638                                         | 9317                                         |
| 2011                                         | 906                                          | 838                                          | 4466                                         | 1927                                         | 8137                                         |
| Após a agregação                             |                                              |                                              |                                              |                                              |                                              |
| Ano                                          | 0-14 anos                                    | 15-24 anos                                   | 25-64 anos                                   | >= 65 anos                                   | Total                                        |
| 2021                                         | 713                                          | 730                                          | 4034                                         | 2353                                         | 7830                                         |